# بني حصن (الحيمة الداخلية)

تعديل مصدري - تعديل

بني حصن هي إحدى قرى عزلة بني مهلهل بمديرية الحيمة الداخلية التابعة لمحافظة صنعاء، بلغ تعداد سكانها 243 نسمة حسب تعداد اليمن لعام 2004.